# Casey County
Casey County ist ein County im Bundesstaat Kentucky der Vereinigten Staaten. Das U.S. Census Bureau hat bei der Volkszählung 2020 eine Einwohnerzahl von 15.941 ermittelt.
Der Verwaltungssitz (County Seat) ist Liberty, das von Veteranen des Amerikanischen Unabhängigkeitskriegs gegründet wurde. Das County gehört zu den Dry Countys, was bedeutet, dass der Verkauf von Alkohol eingeschränkt oder verboten ist.

## Geographie
Das County liegt nahe dem geographischen Zentrum von Kentucky und hat eine Fläche von 1154 Quadratkilometern ohne nennenswerte Wasserfläche. Es grenzt im Uhrzeigersinn an folgende Countys: Boyle County, Lincoln County, Pulaski County, Russell County, Adair County, Taylor County und Marion County.

## Geschichte
Casey County wurde am 14. November 1806 aus Teilen des Lincoln County gebildet. Benannt wurde es nach Colonel William Casey, einem frühen Siedler.
Zwei Bauwerke und Stätten des Countys sind im National Register of Historic Places eingetragen (Stand 6. September 2017).

## Demografische Daten

Alterspyramide des Casey Countys (Stand: 2000)

Nach der Volkszählung im Jahr 2000 lebten im Casey County 15.447 Menschen. Davon wohnten 197 Personen in Sammelunterkünften, die anderen Einwohner lebten in 6.260 Haushalten und 4.419 Familien. Die Bevölkerungsdichte betrug 13 Einwohner pro Quadratkilometer. Ethnisch betrachtet setzte sich die Bevölkerung zusammen aus 98,30 Prozent Weißen, 0,33 Prozent Afroamerikanern, 0,28 Prozent amerikanischen Ureinwohnern, 0,06 Prozent Asiaten, 0,05 Prozent Bewohnern aus dem pazifischen Inselraum und 0,31 Prozent aus anderen ethnischen Gruppen; 0,66 Prozent stammten von zwei oder mehr Ethnien ab. 1,28 Prozent der Bevölkerung waren spanischer oder lateinamerikanischer Abstammung.
Von den 6.260 Haushalten hatten 31,0 Prozent Kinder und Jugendliche unter 18 Jahre, die bei ihnen lebten. 56,1 Prozent waren verheiratete, zusammenlebende Paare, 10,8 Prozent waren allein erziehende Mütter, 29,4 Prozent waren keine Familien, 26,8 Prozent waren Singlehaushalte und in 12,6 Prozent lebten Menschen im Alter von 65 Jahren oder darüber. Die Durchschnittshaushaltsgröße betrug 2,44 und die durchschnittliche Familiengröße lag bei 2,94 Personen.
Auf das gesamte County bezogen setzte sich die Bevölkerung zusammen aus 24,5 Prozent Einwohnern unter 18 Jahren, 8,2 Prozent zwischen 18 und 24 Jahren, 27,5 Prozent zwischen 25 und 44 Jahren, 24,7 Prozent zwischen 45 und 64 Jahren und 15,1 Prozent waren 65 Jahre alt oder darüber. Das Durchschnittsalter betrug 38 Jahre. Auf 100 weibliche Personen kamen 95,6 männliche Personen. Auf 100 Frauen im Alter von 18 Jahren alt oder darüber kamen statistisch 92,6 Männer.
Das jährliche Durchschnittseinkommen eines Haushalts betrug 21.580 US-Dollar, das Durchschnittseinkommen der Familien betrug 27.044 USD. Männer hatten ein Durchschnittseinkommen von 22.283 USD, Frauen 17.885 USD. Das Prokopfeinkommen betrug 12.867 USD. 20,7 Prozent der Familien und 25,5 Prozent der Bevölkerung lebten unterhalb der Armutsgrenze. Davon waren 32,1 Prozent Kinder oder Jugendliche unter 18 Jahre und 29,6 Prozent waren Menschen über 65 Jahre.

## Orte im County
- Argyle
- Atterson
- Bass
- Beech Bottom
- Bethelridge
- Butchertown
- Cantown
- Chilton
- Clementsville
- Creston
- Duncan
- Dunnville
- Ellisburg
- Evans Ford
- Evona
- Gilpin
- Honey Acre
- Jacktown
- Labascus
- Lanhamtown
- Lawhorn Hill
- Liberty
- Middleburg
- Mintonville
- Moore
- Mount Olive
- Peytons Store
- Phil
- Pricetown
- Rheber
- Rubert Ford
- Teddy
- Walltown
- Ware
- Windsor
- Yosemite